# Cephalops eximius
Cephalops eximius är en tvåvingeart som först beskrevs av Hardy 1972.  Cephalops eximius ingår i släktet Cephalops och familjen ögonflugor. Inga underarter finns listade i Catalogue of Life.